# 乙酸钠
乙酸钠（英語：Sodium acetate，化學式CH3COONa，亦寫作NaC2H3O2、NaOAc），又名醋酸鈉，晶體有無水（CH3COONa）和三水合物（CH3COONa·3H2O）兩種形式。

## 物理性質
無水醋酸鈉為白色或灰白色的粉末，比重1.528，熔點324°C，沸點881.4°C，溶於水，難溶於有機溶劑，水溶液呈鹼性。
結晶的三水合醋酸鈉比重1.45，熔點58°C，在120°C時即失去結晶水變無水醋酸鈉；且在大氣中風化，逐漸失水，日久而成白色粉末。

## 合成
醋酸鈉與其它可溶乙酸鹽一樣，可用醋酸与氫氧化鈉、碳酸鈉或碳酸氫钠反應合成：
HOAc＋NaOH　→　NaOAc＋H₂O
2HOAc＋Na₂CO₃　→　2NaOAc＋CO₂＋H₂O
HOAc＋NaHCO₃　→　NaOAc＋CO₂＋H₂O

## 化學反应
乙酸钠和卤代烷（如溴乙烷）可用來产生酯：
CH3COONa  +  CH3CH2Br  →  CH3COOCH2CH3  +  NaBr
此反应可以用铯盐來催化。

## 用途

### 工业
- 纺织业：使用苯胺时用作光刻胶，同时也可用以中和硫酸废气
- 生产合成橡胶：防止氯丁二烯氯化
- 生产即棄棉花垫：用于防止产生静电

### 混凝土延寿
乙酸钠可用作防水剂，减轻水对混凝土的损伤，比常用的环氧树脂防水剂更环保经济。

### 食品
乙酸钠可作调味料（酸味剂）加入食品中（通常以双乙酸钠形式加入，化学式NaH(CH3CO2)2），醋盐味薯片就是用乙酸钠来调味。欧盟给予乙酸钠E编码E262作为其认可的食品添加物的编号，有E编号的添加物代表已由欧盟核可，可用在食物中。

### 缓冲剂
作为乙酸的共轭碱，乙酸钠可以与乙酸配置缓冲溶液，pH调节范围为3.7至5.6，在生物化学非常有用。

### 暖包

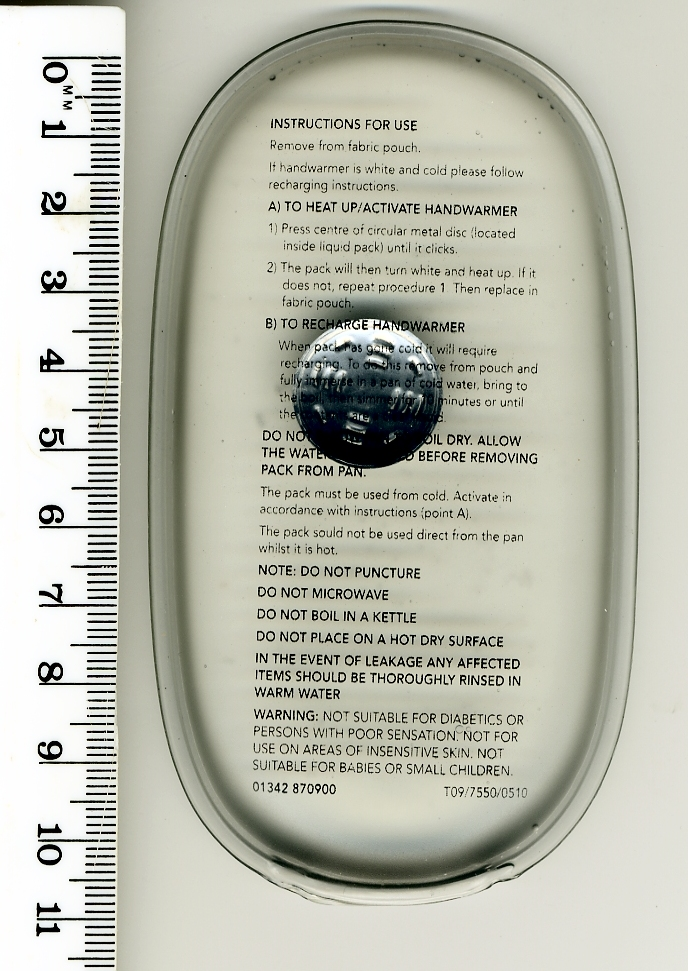
含有飽和乙酸鈉溶液的暖包，結晶時會釋放能量

有些暖包由過飽和醋酸鈉溶液製作而成。此溶液可由加熱溶解醋酸鈉晶體後冷卻熱溶液的方式獲得，其中加熱溫度需超過晶體熔點。三水乙酸鈉熔點為58°C。使用這类暖包時，需掰動暖包以成核，溶液的醋酸鈉晶體析出并释放结晶热，其熔化潛熱為264至289 kJ/kg。這種暖包只要在沸水中加熱數分鐘就可以循環再用，與其他形式的暖包不同。

### 其他用途
- 碱石灰与乙酸钠共热脱羧得到碳酸钠和甲烷。
- 在有机合成中可以作为一种弱碱，催化部分反应进行。
- 结晶放出的热可以取暖。
- 也可作电镀添加剂，提高镀层光泽以及作为电镀池消泡剂。